# Егалео (гора)
Ега́лео (грец. Αιγάλεω) — гора в Греції на захід від Афін, південний схід від Елефсіну, від острова Саламін — на схід та північний захід від Пірею.
Вершина скелиста із бідною рослинністю. Лісом вкритий лише північний схил, де розташований Монастир Дафні, або Дафніон. З гори Егалео відкривається мальовничий вид на Саламінську протоку. З її вершини перський цар Ксеркс спостерігав за подіями Саламінської битви 480 до н. е.